# Incubus (película de 2006)
Incubus es una película de 2006 por Sony Pictures Home Entertainment protagonizada por Tara Reid. Tuvo un estreno exclusivo en internet en AOL durante Halloween, y fue lanzada posteriormente en DVD en 2007.

## Trama
Jay, su hermano, y tres amigos buscan refugiarse de una tormenta torrencial en lo que ellos piensan que es una planta de reciclaje abandonada. Increíblemente, descubren que se han tropezado con un doble asesinato terriblemente brutal, el único sobreviviente es Sleeper - un paciente en coma que sustenta su vida en una sala de observación. Un examen más detenido revela una verdad inquietante: Sleeper es Orin Kiefer, un asesino ejecutado por inyección letal hace seis años por matar a su familia. Atrapados dentro con este loco en estado de coma, pronto descubren que no hay escape y que Sleeper no es tan inofensivo como parece.
Jay, su hermano y sus amigos buscan una manera de salir de la fábrica. Un hombre psicópata en el edificio ataca y mata a su hermano. Lo que es más, es que dormirse es la cosa más peligrosa de todas.
Cuando Peter se duerme, sus sueños son invadidos y su mente es controlada por el loco en estado de coma. El loco convierte a Peter en un desquiciado asesino como él, y trata de atacar a Jay y el resto de los amigos, pero se salvan dirigiéndose a la sala de observación y tratan de resolver la situación.
Descubren que Sleeper en la habitación cerrada posee el poder de un demonio, y puede invadir y controlar otra mente humana a través de sus sueños. Para probar la teoría, le dicen a Holly que se duerma. Ella es la más débil de los tres, y si ella está infectada como Peter, al menos estará atada. Ella se pone de acuerdo y eventualmente se duerme.
Jay y Bug esperan, sin esperar nada a suceder. Después de unos minutos, Holly despierta y trata de atacar a Bug y Jay. Ellos tratan de sacarla del hechizo del demonio, pero cuando fallan se dan cuenta de que la única manera de detenerla es asesinarla, y lo hacen. Enojado, disgustado y asustado, Bug ataca al loco en estado de coma, aún en su estado. Él quita la máquina que lo mantiene en su inconsciente estado. Bug y Jay huyen para salir de la fábrica.
Peter aún está esperando por ellos, y Bug rápidamente lo ataca con un martillo. Mientras él muere, Peter revela que no está bajo el control del demonio. Como resultado, la razón del por qué no es un psicótico, se debe a que el demonio no está durmiendo. Debido a que la máquina que lo mantenía en estado de coma fue destruida, pudo liberarse, despertarse y asesinar. Primero asesina a Bug rompiéndole el cuello, y luego va tras Jay.
Jay se las arregla para engañar al demonio haciendo que parezca que ha logrado escapar en el techo de la fábrica. Después que se las haya ingeniado para asesinarlo, comete el error de dormirse y sueña acerca del demonio. En el sueño, el demonio logra meterse en su cabeza y cuando despierta, Jay está delirante.
Mientras el sheriff llega a la escena, descubren al demonio muerto, y una Jay ensangrentada. Creen erróneamente que es la asesina, aunque ella no dice ni una palabra. Es llevada a un coche de policía, esposada. La película termina con un breve plano a los ojos de Jay, que de repente adquieren un color muy extraño, revelando así que ella se ha convertido en una psicópata asesina poseída por el demonio.

## Elenco
- Tara Reid....  Jay
- Akemnji Ndifornyen....  Bug
- Alice O'Connell....  Holly
- Russell Carter....  Josh
- Christian Brassington....  Peter
- Mihai Stanescu....  Sleeper
- Monica Dean....  Karen
- Sandu Mihai Gruia....  Dr. Gregg
- Luana Stoica....  Dra. Yousov
- Ioan Brancu....  Loco
- Dan Mason....  El sheriff
- Silviu Olteanu....  El comisario

## Clasificación
La película ha sido clasificada R por horror, violencia y lenguaje.